# Maskinsektion
Maskinsektion var en sektion, med avseende på den rullande materielens tillhandahållande i tågtjänst och därför erforderliga anordningar, av en för trafik öppnad järnväg av större slag, vid Statens Järnvägar ett distrikt, vilken förestods av en maskiningenjör. Maskinsektionerna var av organisatoriska skäl i allmänhet lika många och lika långa som trafiksektionerna, men färre och längre än bansektionerna. Svenska statens järnvägar omfattade 1912 15 maskinsektioner.